# 나카무라 사쿠야
나카무라 사쿠야(일본어: 中村 咲哉, 1998년 4월 19일 ~ ) 일본의 배우(전·아역)이다. 남성. 지바현 출신. 예전에는 어뮤즈에 속해 있었던. 2010년 방송의 특촬 TV 드라마 '천장전대 고세이저'에서 고세이저와 사이 좋은 초등학생·천지망을 연기한 것으로 알려졌다.
취미・특기는 기타, 오키나와 에이서, 농구.

## 출연작

### TV 드라마
- 2010년 ~ 2011년 천장전대 고세이저 - 아마치 노조무 역

## 영화
- 천장전대 고세이저 에픽 온 더 무비 - 아마치 노조무 역
- 천장전대 고세이저 vs. 신켄저: 에픽 온 은막 - 아마치 노조무 역

## CM
- 중고차  Apple 미래를위한 편
- 제일생명 약속편
- 아지노모토아지판다석식편
- AEON GO! GO! 신입학 2006